# British Midland International
British Midland International, conosciuta come bmi, era una compagnia aerea britannica.
In precedenza di proprietà di Lufthansa Group; nel 2011 è stata acquisita da International Airlines Group e dunque integrata completamente in British Airways a partire dal 28 ottobre 2012. Il giorno prima la compagnia fece il suo ultimo volo.
La compagnia era valutata tre stelle da Skytrax.

## Storia
Fondata nel 1938 come Air School dal Capitano Roy Harben, la compagnia divenne Derby Aviation nel 1946. Con questo nome la compagnia si spinse al di fuori dei confini britannici, inaugurando nel 1956 il volo Birmingham-Ostenda e altri voli charter verso mete turistiche europee.
Tre anni più tardi la compagnia fondò la Derby Airways, una compagnia aerea all-business con voli interni al mercato britannico che cominciarono lo stesso anno.
Dal 1º ottobre 1964 l'Aeroporto di East Midlands  diventò base della compagnia aerea che da quel momento si chiamerà British Midland Airways o più semplicemente BMA.
Nel 1979 BMA firma degli accordi di code sharing con la compagnia di bandiera del Regno Unito, British Airways, con la quale collabora su diverse rotte, comprese la Birmingham-Bruxelles e la Birmingham-Francoforte sul Meno, raggiungendo per la prima volta il milione di passeggeri trasportati in un anno.
Nel 1999 Scandinavian Airlines vende le sue quote di BMA a Lufthansa Group: la compagnia entra in Star Alliance e nel 2002 si inserisce nel mercato del lungo raggio acquistando due Airbus A330-200 e nel mercato low-cost fondando bmibaby, raggiungendo così i 7,5 milioni di passeggeri annui.

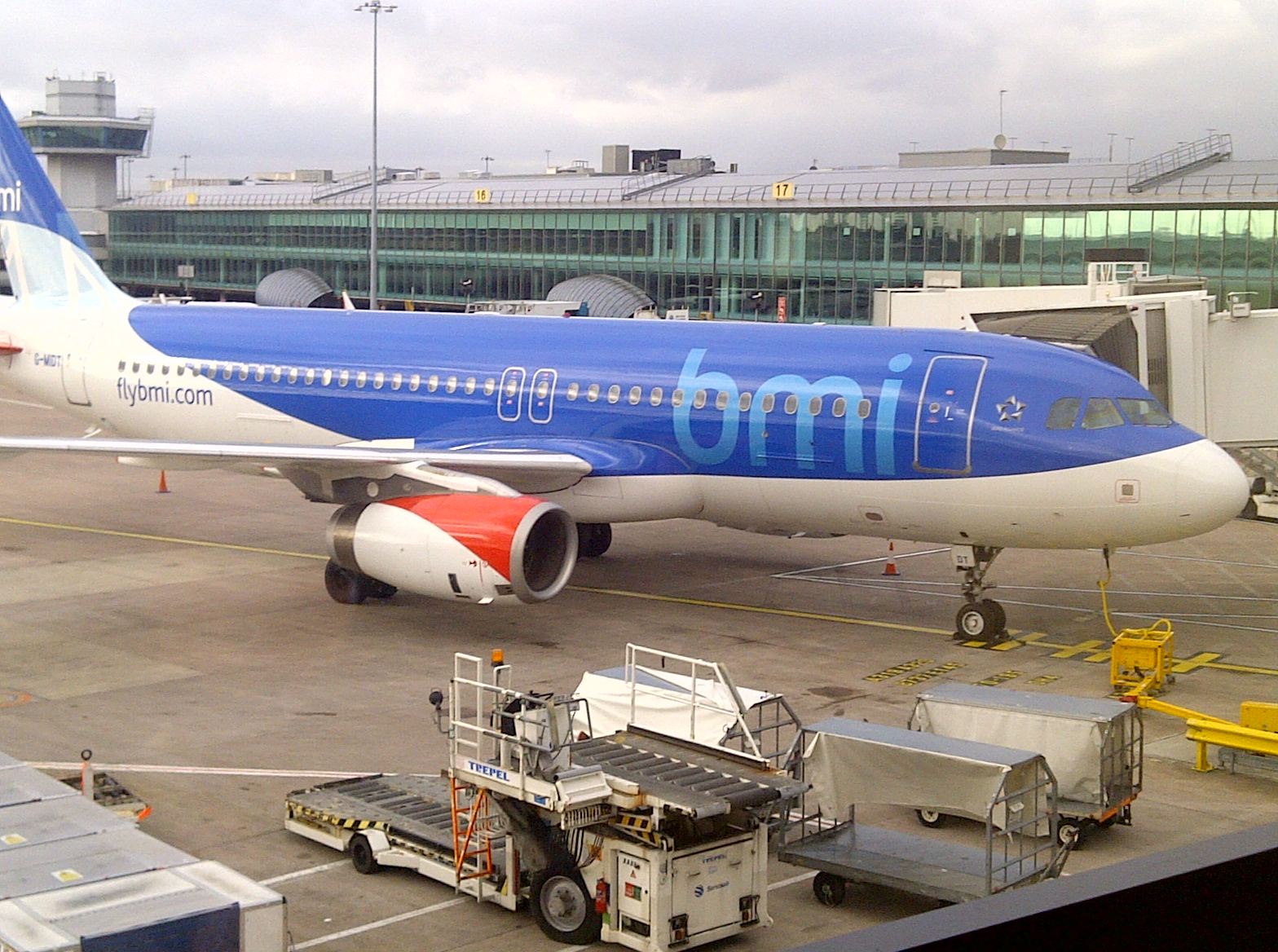
Un Airbus A320 di BMI all'aeroporto di Manchester.

Nel 2009 viene ceduta a BMI una compagnia aerea regionale, Business Air, successivamente rinominata bmi Regional.
Lufthansa Group però, a seguito dell'elevato costo del carburante a causa della crisi economica mondiale del 2008 decide di mettere in vendita tutto il settore BMI, includendo dunque anche bmibaby e bmi Regional. Vengono offerte proposte sia da Virgin Atlantic che da British Airways tramite International Airlines Group, gruppo proprietario sia di British Airways che di Iberia. Entrambe le società erano molto interessate all'acquisto di BMI, per possedere più slot presso l'Aeroporto di Londra-Heathrow, hub principale di tutte e tre le compagnie aeree.
Il 19 aprile 2012 BMI e bmibaby vengono cedute da Lufthansa Group a International Airlines Group, uscendo così dall'alleanza mondiale Star Alliance. bmi Regional, invece, verrà venduta ad un'altra società. Il 9 settembre 2012 bmibaby chiude ogni operazione di volo, mentre BMI rimarrà in vita sino al 27 ottobre dello stesso anno. Da quel giorno la compagnia viene integrata al 100% in British Airways, compresi slot e aerei, che verranno riverniciati nella livrea di British Airways.

## Flotta aerei

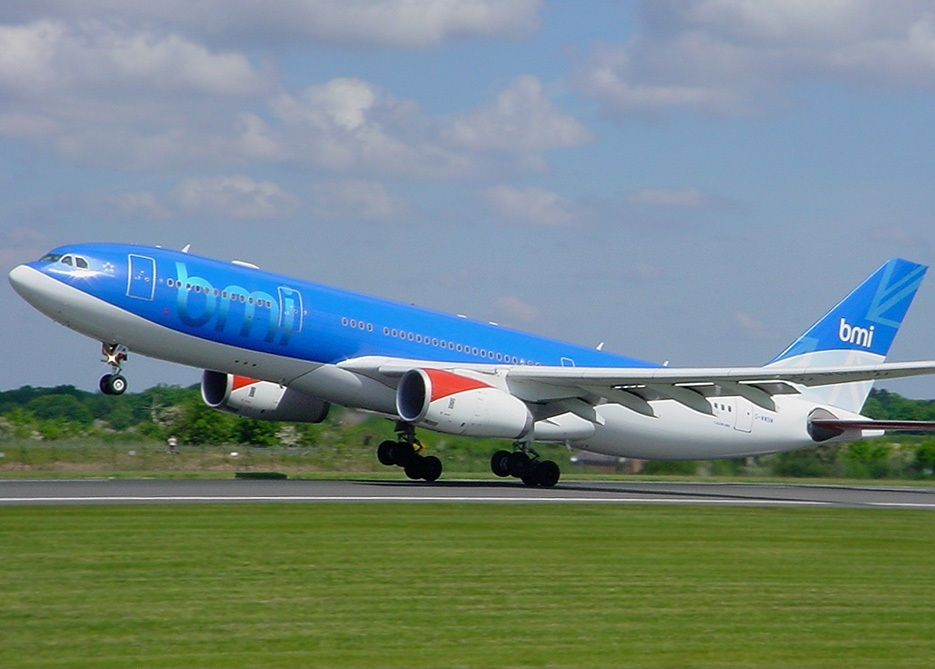
Un Airbus A330 della bmi

Al 27 ottobre 2012, la flotta BMI era composta dai seguenti aeromobili con un'età media di 7,7 anni: